# Costanzo Felice
Flavio Costanzo Felice (in latino Flavius Constantius Felix; ... – Ravenna, 430) è stato un politico e generale romano dell'Impero romano d'Occidente, console del 428; una copia del suo dittico consolare si è conservata fino ai tempi moderni.

## Biografia
Servì sotto gli imperatori Valentiniano III e Teodosio II. Tra il 425 e il 430 fu magister utriusque militiae, comandando l'esercito in Italia, ma, a parte una citazione ne la Notitia dignitatum, non ha una considerazione pari a quella dei suoi subordinati (Bonifacio e Ezio) da parte delle fonti. Nel 426 diede l'ordine di uccidere Patroclo, arcivescovo di Arles, e Tito, diacono di Roma; nel 427 si oppose alla rivolta di Bonifacio in Africa inviando un esercito nella provincia.
Nel 425 fu fatto patricius, nel 428 ottenne il consolato per l'Occidente. Nel maggio 430, Felice, sua moglie Padusia Avita e il diacono Grunito furono arrestati a Ravenna e uccisi per ordine di Ezio, che li aveva accusati di aver complottato contro di lui.
Non molto è noto della sua vita privata, a parte un voto che avrebbe preso con la moglie Padusia.
Il suo dittico consolare in avorio è noto per la precisione con la quale sono riprodotti i dettagli del suo abbigliamento consolare. Il dittico di Felice rimase intatto fino alla Rivoluzione francese, quando il pannello destro fu rubato e andò perduto.